# Chloroclystis viridulata
Chloroclystis viridulata là một loài bướm đêm trong họ Geometridae.